# Uppsalahem
Uppsalahem är ett kommunalt bostadsföretag med dominerande ställning i Uppsala. Bolagets affärsidé är att Uppsalahem bidrar till att stärka kommunens utveckling genom att med hög kompetens äga, förvalta, utveckla och bygga hyresfastigheter i Uppsala.  
Uppsalahem har fem dotterbolag; Kretia  i Uppsala Kvarngärdet AB, Studentstaden i Uppsala AB, Uppsalahem Eksätragården AB, Uppsalahem Elmer AB och Östra Orgeln Bostäder AB.
Uppsalahem äger och förvaltar ett 160-tal bostadsområden inom Uppsala kommun med drygt 14 800 lägenheter, 1 711 lokaler samt runt 7 000 garage och parkeringsplatser med ett sammanlagt marknadsvärde av 13,6 mdkr. 
Uppsalahem är en stor byggherre i Uppsala och hade under 2013 pågående produktion av 1575 bostäder. Ett av Uppsalahems ägardirektiv är att på affärsmässiga grunder försöka uppnå en hög nyproduktionsnivå. 
Färdigställda, nya hem tidigare år:
2009: 299 st
2010: 54 st
2011: 160 st
2012: 259 st
2013: 356 st
Uppsalahem har sedan 2009 arbetat med omfattande förnyelse av sina bostäder, och har sedan dess förnyat 853 hem.  